# Nedre Sakritjärnen
Nedre Sakritjärnen är en sjö i Luleå kommun i Norrbotten och ingår i Alåns huvudavrinningsområde.